# Bulbophyllum raui
Bulbophyllum raui é uma espécie de orquídea (família Orchidaceae) pertencente ao gênero Bulbophyllum. Foi descrita por C.M. Arora em 1969.